# اتساع زمان گرانشی
اتساع زمان گرانشی پدیدهٔ وجود تفاوت واقعی بین مقدار مشاهده‌شده برای زمان سپری شده میان دو رویداد، از دید ناظرهای قرار گرفته در مکان‌هایی با پتانسیل گرانشی متفاوت است. هرچه پتانسیل گرانشی مکان ناظر بیشتر باشد (یعنی از جرم منشأ میدان دورتر باشد) ناظری که او را از مکانی با پتانسیل گرانشی کمتر می‌بیند احساس می‌کند زمان برای فردی که در مکانی با پتانسیل گرانشی بیشتر است دیرتر می‌گذرد زمان برای هر دو ناظر به یک سرعت می‌گذرد ولی از دید یکدیگر زمان برای یکی از دیگری زودتر می‌گذرد به دلیل اینکه پتانسیل گرانشی هم بر روی ساعت ناظر و هم بر روی بدن ناظر تأثیر گذاشته و زمان را برای هردو تندتر می‌کند به روایتی اگر یک نفر را از مکانی با پتانسیل گرانشی کمتر به مکانی با پتانسیل گرانشی بیشتر ببریم گذر زمان در هر دو مکان برای او یکسان است.
این اثر اولین بار توسط آلبرت اینشتین در سال ۱۹۰۷ پیش‌بینی شد. وی این اثر را با استفاده از نتایج نسبیت خاص در چارچوب‌های مرجع شتاب‌دار مطرح کرد. (از نسبیت خاص تا نسبیت عام را ببینید). پس از آن، طی آزمایش‌هایی که اولین آن‌ها آزمایش پوند-ربکا بود (آزمون‌های نسبیت عام را ببینید) این اثر بررسی و تأیید شد.

## تعریف

شرایط شتاب گرانش g (چپ) و شرایط شتاب چارچوب مرجع (راست)، که با یک‌دیگر هم‌ارز هستند.

بنا به نظریهٔ نسبیت عام، جرم گرانشی با جرم لختی برابر است و می‌توان یک میدان گرانشی تخت را با یک چارچوب مرجع شتاب‌دار هم‌ارز دانست (اصل هم‌ارزی). در یک اتاق شتاب‌دار یا قرار گرفته در میدانی گرانشی، آهنگ گذشت زمان برای ناظرهای در ارتفاع‌های مختلف (اختلاف در راستای جهت شتاب اهمیت دارد) متفاوت است.

## گرانش یکنواخت
مطابق شکل، منبع نوری را روی دکل، که با بسامد {\displaystyle f_{s}} روشن و خاموش می‌شود در نظر بگیرید. ناظر روی زمین، که فاصله‌اش از منبع در راستای عمودی (راستای میدان گرانشی) برابر {\displaystyle h} است، بسامد چشمک زدن منبع نور را {\displaystyle f_{o}} اندازه می‌گیرد. به خاطر پدیدهٔ اتساع زمان گرانشی این بسامدها چنین به هم مربوط می‌شوند:
{\displaystyle f_{o}=f_{s}e^{gh/c^{2}}}
که {\displaystyle g} شتاب گرانش ،
{\displaystyle c} سرعت نور ،
{\displaystyle h} فاصله منبع نور از سطح زمین
مقدار {\displaystyle e^{gh/c^{2}}} را {\displaystyle T_{d}} نشان می‌دهیم. در شرایط برقراری تقریبِ میدان ضعیف، می‌توان تابع نمایی بالا را به صورت:
{\displaystyle {f_{o}}={f_{s}\times {(1+{\frac {gh}{c^{2}}})}}}  نمایش داد!
این اتساع وابسته به ارتفاع و شتاب جاذبه سطحی است!

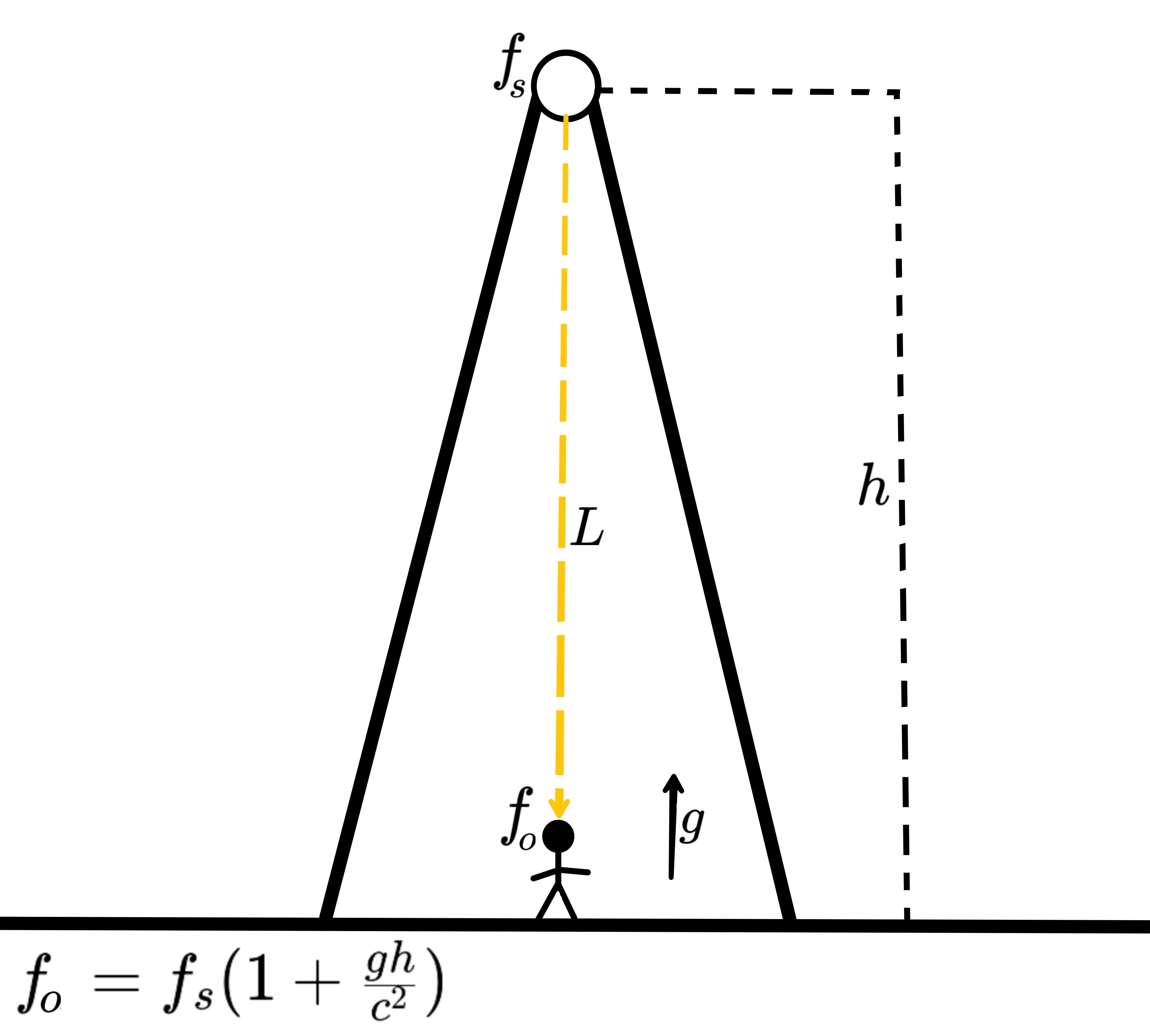
مدلی برای نمایش اتساع زمان گرانشی یکنواخت

### مثال) یک دکل با ارتفاع ۵۱۷ متر (مرتفع‌ترین دکل جهان) یک چراغ با بسامد ۲ ثانیه نصب شده است، اگر دکل روی زمین باشد، بسامدی که ناظر در زیر دکل حساب می‌کند چقدر است؟g=9.8ms2{\displaystyle g=9.8{\frac {m}{s{^{2}}}}}
جایگذاری در فرمول:
{\displaystyle f_{o}={f_{s}\times {(1+{\frac {gh}{c^{2}}})}}={2\times {(1+{\frac {9.8\times 517}{300000{^{2}}}})}}=2\times {(1+{5,6295\times 10^{-8}})}={2\times {(1.0000000563)}}={2.0000001126s}}
پس در نتیجه ناظر عدد بالایی را محاسبه می‌کند!

### ب) اتساع را برای سطح خورشید باg=270ms2{\displaystyle g={270{\frac {m}{s^{2}}}}}محاسبه کنید
جایگذاری در فرمول:
{\displaystyle {f_{o}}={f_{s}\times {(1+{\frac {gh}{C^{2}}})}}={2\times {(1+{\frac {274.5\times 517}{300'000^{2}}})}}={2\times {(1+{\frac {141'916.5}{300'000^{2}}})}}={2\times {(1+0.000001577)}}={2\times {(1.000001577)}}={2.000003154s}}

## دیسک چرخان
روی یک دیسک چرخان، با فرض ناظر قرار گرفته در مرکز، و چراغ قرار گرفته بر روی محیط دیسک، داریم:
{\displaystyle f_{o}={f_{S}\times {({\sqrt {1+{\frac {r^{2}\omega ^{2}}{c^{2}}}}})}}} که:
{\displaystyle f_{o}} بسامد برای ناظر در مرکز بر حسب ثانیه
{\displaystyle f_{s}} بسامد اصلی چراغ بر حسب ثانیه
{\displaystyle r} شعاع دیسک برحسب متر
{\displaystyle \omega } سرعت زاویه ای دیسک* بر حسب رادیان بر ثانیه
{\displaystyle c} سرعت نور برحسب متر بر ثانیه
*سرعت زاویه ای : {\displaystyle \omega ={\frac {\Delta \theta }{\Delta t}}}  که:
{\displaystyle \Delta \theta } تغییرات زاویه بر حسب رادیان که آن را برابر با محیط دیسک می‌گذاریم، پس می‌شود : {\displaystyle {2\pi }={6.2831853rad}}
{\displaystyle \Delta t} مدت زمانی که دیسک یک دور می‌زند بر حسب ثانیه

### مثال) یک دیسک چرخان که شعاع ۱۰۰ متر دارد، در ۰٫۰۰۰۶ ثانیه یک دور می‌چرخد؛ و یک چراغ با بسامد ۲ ثانیه، بر روی محیط قرار دارد؛ ناظری که در مرکز دیسک است، بسامد چراغ را چقدر حساب می‌کند؟

#### مرحله اول: به دست آوردن سرعت زاویه ای
{\displaystyle {\omega }={\frac {2\pi }{\Delta t}}={\frac {6.2831853}{0.0006}}={10471{\frac {rad}{s}}}} که این عدد می‌شود!

#### مرحله دوم: جایگذاری در فرمول
{\displaystyle f_{o}={f_{S}\times {({\sqrt {1+{\frac {r^{2}\omega ^{2}}{c^{2}}}}})}}={2\times {({\sqrt {1+{\frac {{100^{2}}\times {10'471^{2}}}{(3\times {10^{8}})^{2}}}}}})}={2\times {({\sqrt {1+{\frac {1'096'418'410}{9\times {10^{16}}}}}})}}={2\times {({\sqrt {1+{1.21\times {10^{-8}}}}})}}={2\times {({\sqrt {1.0000000122}})}}={2.0000000122}}عدد بدست آمده می‌گوید که، زمان برای چراغ در حال بسامد کند شده است که یعنی اگر چراغ بسامد ۲ ثانیه داشته باشد، ناظر در مرکز، بسامد را عددی که در فرمول بالا بدست آمده حساب می‌کند!

## اطراف کرهٔ غیر چرخان
یک مورد پرکاربرد برای تعیین اتساع زمان گرانشی، از متریک شوارتزشیلد که توصیف‌کننده فضازمان در مجاورت جرم کروی و غیر چرخان است به دست می‌آید.
به‌طور ساده‌تر، یعنی در کنار اجسام پرچگال مانند سیاهچاله، ستاره نوترونی، ستاره کوارکی و ستارگان پر جرم نسبت به ناظر بیرونی، گذر زمان کندتر می‌گذرد!
پس می‌توانیم رابطه آن را اینطوری بنویسیم :
{\displaystyle {{\Delta t}{'}}={\frac {\Delta t}{\sqrt {1-{\frac {2GM}{Rc^{2}}}}}}={\frac {\Delta t}{\sqrt {1-{\frac {r_{s}}{R}}}}}}
- {\displaystyle {\Delta t}{'}} زمان گذشته برای ناظر
- {\displaystyle \Delta t} زمان گذشته حول جرم باید یکای هر دو زمان یکی باشد
- که {\displaystyle r_{s}} شعاع شوارتزشیلد سیاهچاله است که این چنین است : {\displaystyle {r_{s}}={\frac {2GM}{c^{2}}}} که:
- {\displaystyle G} ثابت گرانش
- {\displaystyle M} جرم کره غیرچرخانی که حول آن هستیم!
- {\displaystyle R} فاصله فرد با نقطه تکینگی سیاهچاله که ساده‌تر می‌توانیم بگوییم، فاصله جسم از افق رویداد به علاوه شعاع سیاهچاله که اینطوری می‌گوییم:

شعاع سیاهچاله+ارتفاع از افق رویداد = شعاع
{\displaystyle R=r_{s}+h}
- {\displaystyle C} سرعت نور بر حسب متر بر ثانیه

##### نحوه محاسبات
۱) به دست آوردن شعاع شوارتشیلد {\displaystyle r_{s}}
۲) اضافه کردن شعاع شوارتزشیلد به ارتفاع فرد نسبت به افق رویداد برای بدست آوردن ارتفاع {\displaystyle {R}={{rs}+h}}
۳)جایگذاری فرمول {\displaystyle {\Delta t^{\prime }}={\frac {\Delta t}{\sqrt {1-{\frac {r_{s}}{R}}}}}}

### مثال) یک نفر در کنار یک سیاهچاله که جرمی برابر با ۱۰۰هزار برابر خورشید دارد، به مدت ۲ سال در فاصله ۳۰ کیلومتری افق رویداد سیاهچاله توقف کرده است، مدت زمانی که در بیرون از میدان گرانشی سیاهچاله گذشته است، چقدر است؟
اول از همه شعاع شوارتزشیلد سیاهچاله مذکور را بدست می‌آوریم:
{\displaystyle r_{s}={\frac {2GM}{C^{2}}}={\frac {2\times {(6.67\times {10^{-11}})\times {({10^{5}}\times {(2\times {10^{27}})})}}}{(3\times 10^{8})^{2}}}={\frac {26.68\times 10^{21}}{9\times 10^{16}}}={2.964\times 10^{21}\times 10^{-16}}={296400km}}
سپس ارتفاع را بدست می‌آوریم:
{\displaystyle {R}={{rs}+h}={296400+30}={296430}}
سپس در فرمول جایگذاری می‌کنیم:
{\displaystyle {\Delta t^{\prime }}={\frac {\Delta t}{\sqrt {1-{\frac {r_{s}}{R}}}}}={\frac {2}{\sqrt {1-{\frac {296400}{296430}}}}}={\frac {2}{\sqrt {1-{0.99989}}}}={\frac {2}{\sqrt {0.00011}}}={\frac {2}{0.0104880}}=190.80}
عدد بدست آمده می‌گوید که در این مدت زمان که ۲ سال است، بیرون از میدان گرانشی سیاهچاله ۱۹۰٫۸ سال گذشته است.
توضیح بهتر: در صورت سؤال یک فرد در یک ارتفاع مشخص، نزدیک یک سیاهچاله پرجرم به مدت ۲ سال توقف کرده است، بیرون از سیاهچاله یعنی بیرون از میدان گرانشی سیاهچاله، مدت زمان بیشتری نسبت به فرد گذشته است، که ۲ سال برابر است با ۱۹۰٫۸ سال!! که اتساع زمان گرانشی را در اثر جرم بیش از حد زیاد و ارتفاع بسیار نزدیک به سیاهچاله، اثبات می‌کند! شاید برایتان قابل درک نباشد که چرا این اتساع زمان بسیار زیاد است، دلیلش هم ساده است: چون سیاهچاله جرم بسیاری دارد، پس در نتیجه زمان بیشتر در حول آن کند می‌شود، و این اتساع هم بستگی به ارتفاع فرد نسبت به افق رویداد سیاهچاله هم دارد! پس سیاهچاله ای با این همه جرم، و این ارتفاع بسیار کم فرد، قابل درک است که باید اتساع زمان زیادی رخ دهد!
همچنین باید درک کرد که این ارتفاع نسبت به اندازه سیاهچاله بسیار کم است و حتماً باید اتساع زیادی رخ بدهد!

## تأیید تجربی
این پدیده با استفاده از ساعت‌های اتمی قرار گرفته در هواپیما آزموده شده است. ساعت‌های درون هواپیما، کمی تندتر از ساعت‌های روی زمین کار می‌کنند. اثر این پدیده بر روی سامانه موقعیت‌یاب جهانی به اندازه‌ای است که باید ضرایب تصحیح‌کننده، وارد شوند.
مشاهدات این اثر بر آزمایش‌های وابسته به زمین بسیار کوچکند، چنان‌که به نسبت عمر زمین که حدود ۴٬۵۰۰٬۰۰۰٬۰۰۰ سال است، هسته زمین حدود ۲٫۵ سال از پوستهٔ زمین جوان‌تر است.
در آزمایشگاه اثر این اختلاف زمان را برای اختلاف ارتفاع ۱ متر نیز اندازه گرفته‌اند.
این اثر همچنین در آزمایش پوند-ربکا، در مشاهدات به دست‌آمده از کوتوله سفید شباهنگ و نیز آزمایش‌های انجام شده با سیگنال‌های دریافتی و ارسالی به مریخ‌پیمای وایکینگ ۱ مورد بررسی قرار گرفته و تأیید شده است.

## نوشتارهای مرتبط
- انتقال به سرخ گرانشی
- آشنایی با نسبیت عام
- بین ستاره ای